# Tanah Abang (Pamenang)
Tanah Abang is een bestuurslaag in het regentschap Merangin van de provincie Jambi, Indonesië. Tanah Abang telt 3798 inwoners (volkstelling 2010).